# Francisco Villegas
Francisco Villegas (Buenos Aires, Argentina, 6 de octubre de 1924 - México, 17 de octubre de 1976). Conocido como "pancho" Villegas, fue un jugador y técnico de fútbol.
Sus padres fueron Julio Villegas, y Milagros Collantes, ambos de nacionalidad española. Tuvo seis hermanos: Vicente, Luis, Julio, Emilio, Damián y Javier.

## Trayectoria
Se inició en el futbol en las divisiones infantiles del Club Atlético River Plate a la edad de 12 años, hasta llegar a la máxima categoría, en la cual fue compañero de grandes jugadores como José Manuel El Charro Moreno y Ángel Labruna. 
Poco tiempo después emigró a Montevideo, para vincularse al Peñarol, donde tuvo ocasión de alternar con jugadores como Manuel Sanguinetti y Severino Varela. Posteriormente se traslada al Sao Cristovao, de Río de Janeiro.
Hacia el año de 1948, decidió viajar al Viejo Mundo, más concretamente a España, por lógicos lazos de familia. Desde el ya citado año deC. F. 1948, hasta 1958, se radicó en Europa. En la patria de sus mayores tuvo ocasión de jugar para equipos como el Sevilla F. C. el Xerez Club Deportivo y el Club Gimnàstic de Tarragona. Igualmente jugó para clubes de Portugal como el Estoril.
Como director técnico estuvo sentado en los banquillos de equipos peruanos, chilenos, ecuatorianos y colombianos. En Perú dirigió al Club Atlético Chalaco entre 1952 y 1955 para regresar en 1958 luego de dirigir a Almagro en su país natal. En Chile a Magallanes, La Serena, equipo con el cual fue campeón de Copa Chile en 1960, y Unión Española en 1961. Luego parte a Ecuador a dirigir al Liga de Quito por un breve periodo.  A Colombia llegaría a dirigir al Once Caldas de Manizales en 1962 y al Cúcuta Deportivo. Al Deportivo Cali llegó en 1964, y un año después le daría al cuadro azucarero su primer título profesional. Además obtendría los títulos de 1967 y 1969, convirtiéndose en el técnico con más títulos en la historia del club vallecaucano.
También fue el primer técnico en dirigir el cuadro verde en una Copa Libertadores de América. 

## Muerte
El domingo 17 de octubre de 1976, once días después de cumplir 52 años, murió mientras visitaba a un hermano en tierras mexicanas.

## Clubes

### Como jugador
| Club                   | País      | Año       |
| ---------------------- | --------- | --------- |
| Huracán                | Argentina | 1936-1940 |
| Peñarol                | Uruguay   | 1941-1942 |
| Sevilla FC             | España    | 1942-1943 |
| Xerez                  | España    | 1943-1945 |
| Gimnástic de Tarragona | España    | 1945-1946 |
| Estoril Praia          | Portugal  | 1946-1947 |
| Sao Cristovao          | Brasil    | 1948      |

### Como entrenador
| Club               | País      | Año       |
| ------------------ | --------- | --------- |
| Atlético Chalaco   | Perú      | 1952-1955 |
| La Salle F. C.     | Venezuela | 1957      |
| Almagro            | Argentina | 1958      |
| Atlético Chalaco   | Perú      | 1958-1959 |
| Club Puebla        | México    | 1959      |
| Deportes La Serena | Chile     | 1960      |
| Unión Española     | Chile     | 1961      |
| Once Caldas        | Colombia  | 1962      |
| Cúcuta Deportivo   | Colombia  | 1964      |
| Deportivo Cali     | Colombia  | 1965-1969 |
| Millonarios        | Colombia  | 1970      |
| LDU                | Ecuador   | 1971      |
| Junior             | Colombia  | 1973      |

## Palmarés como entrenador
| Título              | Club               | País     | Año  |
| ------------------- | ------------------ | -------- | ---- |
| Copa Chile          | Deportes La Serena | Chile    | 1960 |
| Campeonato nacional | Deportivo Cali     | Colombia | 1965 |
| Campeonato nacional | Deportivo Cali     | Colombia | 1967 |
| Campeonato nacional | Deportivo Cali     | Colombia | 1969 |